# Paulo Branco
Paulo José Condeixa de Araújo Branco (Lisboa, 3 de Junho de 1950) é um produtor de cinema e cavaleiro de alta competição (ex-selecionador nacional de equitação) português.

## História
Deixou os estudos de engenharia química, no Instituto Superior Técnico, partindo em viagem pela Europa — Londres, em 1971, e  Paris, em 1973.  Enveredou definitivamente pelo cinema em 1974, quando começou a trabalhar no cinema Olympic, com Frédéric Miterrand. Pouco depois ficou responsável pela gestão da sala parisiense Action-République. 
Produtor de cinema desde 1979 — atualmente responsável pela Alfama Films, em Lisboa e em Paris,  em 2021 já havia produzido mais de 200 filmes.  Entre os realizadores com quem trabalhou, figuram vários realizadores portugueses, como Manoel de Oliveira, João César Monteiro, João Canijo, João Botelho, Teresa Villaverde ou Pedro Costa, e muitos outros, estrangeiros, como Wim Wenders, David Cronenberg,Alain Tanner, Werner Schroeter, Raúl Ruiz, Chantal Akerman, Valeria Bruni-Tedeschi, André Techiné, Christophe Honoré, Danièle Dubroux, Christine Laurent, Jerzy Skolimowski, Sharunas Bartas, Paul Auster, entre outros. 
Desde que iniciou a sua actividade como produtor, tem sido uma presença assídua nos mais importantes festivais a nível mundial, como o Festival de Cannes, Festival de Veneza, Festival de Locarno Festival de Berlim, New York Film Festival, Festival de Toronto, Festival de Tóquio ou a Mostra Internacional de Cinema de São Paulo. É também reconhecido como o produtor que maior número de filmes apresenta em quatro desses festivais, incluindo o Festival de Locarno e o Festival de Cannes. Integrou também o júri de alguns destes festivais, salientando o Festival de Berlim (1999),Festival de Veneza (2005) e o Festival de Locarno (2011), onde foi presidente do júri.
Além de produtor, em Portugal Paulo Branco tornou-se o segundo maior exibidor e distribuidor cinematográfico, dirigindo a Medeia Filmes e a Leopardo Filmes, tendo-se afirmado como defensor do cinema europeu, além de ter estreado mais de 50 filmes portugueses, nas últimas duas décadas.
Desde 2007 é director do Lisbon & Estoril Film Festival, um festival que ao longo das suas sete edições já contou com a presença das mais variadas personalidades do panorama artístico e cinematográfico nacional e internacional, como Robert Pattinson, Willem Dafoe, Wagner Moura, David Lynch, Pedro Almodóvar, Bernardo Bertolucci; Francis Ford Coppola, David Cronenberg; Juliette Binoche; Louis Garrel; Valeria Bruni-Tedeschi; Catherine Deneuve; Isabelle Huppert; Julião Sarmento, Paul Auster;Don DeLillo; J.M. Coetzee; Rui Horta, David Byrne; Cindy Sherman, Lou Reed, Laurie Anderson ,Stephen Frears, John Malkovich, Matthew Barney, Paul Giamatti, Yasmina Reza, Luc Dardenne, James Gray, Arnaud Desplechin, Aleksandr Sokurov, Vhils, Abdellatif Kechiche, Fanny Ardant, Roman Coppola, entre outros.
Além da sua atividade no cinema, Paulo Branco é apaixonado por cavalos, sendo um destacado cavaleiro de competição. Foi, aliás, seleccionador nacional de equitação, tendo conduzido a equipa portuguesa a um terceiro lugar nos Jogos Equestres Mundiais. Foi vice-presidente da Federação Equestre Portuguesa. 
É pai de Mariana Branco, José Branco, Ines Branco e Juan Branco e avô de Mateo Branco Díaz. 

## Prémios e Distinções
- 1999 - Foi distinguido com o prémio de Melhor Produtor da Europa, pelo Parlamento Europeu [8][9]

- 2002 - É galardoado com o Prémio Especial Raimondo Rezzonico, atribuído ao Melhor Produtor Independente, no Festival Internacional de Cinema de Locarno [10][11]
- 2004 - Foi condecorado com o grau Officier de L’Ordre des Arts et Des Lettres da República Francesa, pela mão de Jacques Chirac [12]
- 2005 - Recebeu o Golden Horse do Festival de Cinema de Taipé [13]
- 2019 - Ganhou o prémio mundial das artes Leonardo da Vinci, atribuído pelo World Cultural Council [8][14]
- 2021 - Torna-se no primeiro produtor independente a ser homenageado duas vezes pela Cinemateca Francesa [6][15]

## Filmografia
Paulo Branco produziu mais 200 filmes, entre eles: 
- 1981 - Silvestre de João César Monteiro
- 1981 - O Território de Raúl Ruiz
- 1981 - Conversa Acabada de João Botelho
- 1981 - Francisca de Manoel de Oliveira
- 1981 - Oxalá de António Pedro Vasconcelos
- 1982 - O Estado das Coisas de Wim Wenders
- 1982 - Ana de Margarida Cordeiro e António Reis
- 1982 - A Estrangeira de João Mário Grilo
- 1982 - A Cidade Branca de Alain Tanner
- 1983 - Les Trois Couronnes du Matelot de Raúl Ruiz
- 1983 - La Ville des Pirates de Raúl Ruiz
- 1984 -Ninguém Duas Vezes de Jorge Silva Melo
- 1985 - O Sapato de Cetim de Manoel de Oliveira
- 1985 - Vertiges de Christine Laurent
- 1985 - L'île au Trésor de  Raúl Ruiz
- 1986 - O Rei das Rosas de Werner Shroeter
- 1986 - Faubourg St Martin de Jean-Claude Guiguet
- 1986 - Mon Cas de Manoel de Oliveira
- 1987 - Une Flamme Dans Mon Coeur de Alain Tanner
- 1988 - Três Menos Eu de João Canijo
- 1988 - Os Canibais de Manoel de Oliveira
- 1988 - Doc's Kingdom de Robert Kramer
- 1988 - Agosto de Jorge Silva Melo
- 1989 - L'enfant de L'hiver de Olivier Assayas
- 1989 - O Recado das Ilhas de Ruy Duarte de Carvalho
- 1990 - O Processo do Rei de João Mário Grilo
- 1990 - Filha da Mãe de João Canijo
- 1990 - Non, ou a Vã Glória de Mandar de Manoel de Oliveira
- 1991 - L'Homme Qui a Perdu Son Ombre de Alain Tanner
- 1991 - A Divina Comédia de Manoel de Oliveira
- 1992 - Das Tripas Coração de Joaquim Pinto
- 1992 - No Dia dos Meus Anos de João Botelho
- 1992 - O Dia do Desespero de Manoel de Oliveira
- 1992 - Villa Mauresque de Patrick Mimouni
- 1992 - O Último Mergulho de João César Monteiro
- 1992 - L'absence de Peter Handke
- 1993 - O Fim do Mundo de João Mário Grilo
- 1993 - Les Gens Normaux N'ont Rien D'exceptionnel de Laurence Ferreira Barbosa
- 1993 - Vale Abrãao de Manoel de Oliveira
- 1993 - Longe Daqui de João Guerra
- 1993 - Três Palmeiras de João Botelho
- 1994 - A Caixa de Manoel de Oliveira
- 1994 -Lisbon Story de Wim Wenders
- 1994 -A Casa de Lava de Pedro Costa
- 1994 - Mil e Uma de Susana de Moraes
- 1995 - O Convento de Manoel de Oliveira
- 1996 - Cinco Dias, Cinco Noites de José Fonseca e Costa
- 1996 - Trois Vies et une Seule Mort de Raúl Ruiz
- 1996 - Os Olhos da Ásia de João Mário Grilo
- 1996 - Party de Manoel de Oliveira
- 1996 - Pour Rire! de Lucas Belvaux
- 1997 - Généalogies d'un Crime de Raúl Ruiz
- 1997 - Viagem ao Princípio do Mundo de Manoel de Oliveira
- 1997 - J'ai Horreur de L'amour de Laurence Ferreira Barbosa
- 1997 - A Casa de Sharunas Bartas
- 1997 - Ossos de Pedro Costa
- 1997 - Alors, Voilá de Michel Piccoli
- 1998 - Sapatos Pretos de João Canijo
- 1998 - Requiem de Alain Tanner
- 1998 - Inquietude de Manoel de Oliveira
- 1998 - L'inconnu de Strasbourg de Valeria Sarmiento
- 1998 - Tráfico de João Botelho
- 1998 - Longe da Vista de João Mário Grilo
- 1998 - 1998 - L'ennui de Cédric Kahn
- 1998 - As Bodas de Deus de João César Monteiro
- 1999 - A Carta (1999) de Manoel de Oliveira
- 2000 - El Mar de Agustí Villaronga
- 2000 - La Vie Moderne de Laurence Ferreira Barbosa
- 2000 - Tarde Demais de José Nascimento
- 2000 - La Fidelité de  Andrzej Zulawski
- 2000 - La Captive de Chantal Akerman
- 2000 - Combat d'amour en Songe de Raúl Ruiz
- 2000 - Peixe-Lua de José Álvaro Morais
- 2000 - Palavra e Utopia de Manoel de Oliveira
- 2000 - Branca de Neve de João César Monteiro
- 2000 - A Falha de João Mário Grilo
- 2000 - 451 Forte de João Mário Grilo
- 2000 - Ganhar a Vida de João Canijo
- 2001 - Vou Para Casa de Manoel de Oliveira
- 2001 - Água e Sal de Teresa Villaverde
- 2001 - Le Stade de Wimbledon de Mathieu Amalric
- 2001 - Rasganço de Raquel Freire
- 2001 - Porto da Minha Infância de Manoel de Oliveira
- 2002 - I Am Dina de Ole Bornedal
- 2002 - O Delfim de Fernando Lopes
- 2002 - Frágil Como o Mundo de Rita Azevedo Gomes
- 2002 - O Princípio da Incerteza de Manoel de Oliveira
- 2002 - Deux de Werner Schroeter
- 2002 - Les Naufragés de la D17 de Luc Moullet
- 2002 - Rosa La China de Valeria Sarmiento
- 2002 - Esquece Tudo o Que Te Disse de António Ferreira
- 2002 - Em Volta de Ivo Ferreira
- 2003 - A Mulher Que Acreditava Ser Presidente dos E.U.A de João Botelho
- 2003 - Il Est Plus Facile Pour un Chameau... de Valeria Bruni Tedeschi
- 2003 - Vai e Vem de João César Monteiro
- 2003 - Quaresma de José Álvaro Morais
- 2003 - A Passagem da Noite de João Canijo
- 2003 - Um Filme Falado de Manoel de Oliveira
- 2003 - Nós de Cláudia Tomaz
- 2003 - O Fascínio de José Fonseca e Costa
- 2003 - Debaixo da Cama de Bruno Niel
- 2004 - Demain On Déménage de Chantal Akerman
- 2004 - Lá Fora de Fernando Lopes
- 2004 - O Milagre Segundo Salomé de Mário Barroso
- 2004 - Ma mère de Christophe Honoré
- 2004 - Noite Escura de João Canijo
- 2004 - André Valente de Catarina Ruivo
- 2004 - Quinto Império - Ontem Como Hoje de Manoel de Oliveira
- 2004 - Les Temps Qui Changent de André Téchiné
- 2005 - Alice de Marco Martins
- 2005 - O Fatalista de João Botelho
- 2006 - Lavado em Lágrimas de Rosa Coutinho Cabral
- 2005 - Klimt de Raúl Ruiz
- 2006 - Coisa Ruim de Tiago Guedes e Frederico Serra
- 2006 - Transe de Teresa Villaverde
- 2006 - 98 Octanas de Fernando Lopes
- 2006 - Dans Paris de Christophe Honoré
- 2006 - Body Rice de Hugo Vieira da Silva
- 2006 - Quelques Jours en Septembre de Santiago Amigorena
- 2006 - Viúva Rica Solteira Não Fica de José Fonseca e Costa
- 2007 - The Inner Life of Martin Frost de Paul Auster
- 2007 - Les Chansons d'amour de Christophe Honoré
- 2007 - A Outra Margem de Luís Filipe Rocha
- 2007 - O Capacete Dourado de Jorge Cramez
- 2007 - Mal Nascida de João Canijo
- 2007 - Daqui P'ra Frente de Catarina Ruivo
- 2007 - Lobos de José Nascimento
- 2008 - Quatro Noites Com Anna de Jerzy Skolimowski
- 2008 - Ou Morro, Ou Fico Melhor de Laurence Ferreira Barbosa
- 2008 - Um Amor de Perdição de Mário Barroso
- 2008 - Esta Noite de Werner Schroeter
- 2008 - Entre Os Dedos de Tiago Guedes, Frederico Serra
- 2008 - Veneno Cura de Raquel Freire
- 2009 - Cinzas e Sangue de Fanny Ardant
- 2009 - Os Sorrisos do Destino de Fernando Lopes
- 2010 - Cinerama, de Inês Oliveira
- 2010 - Casamento a Três, de Jacques Doillon
- 2010 - Mistérios de Lisboa, de Raúl Ruiz
- 2011 - Eyes Find Eyes, de Jean-Manuel Fernandez e Sean Price Williams
- 2011 - O Nosso Paraíso, de Gaël Moel
- 2012 - Dubaï Flamingo, de Delphine Kreuter
- 2012 - Paixão, de Margarida Gil
- 2012 - Em Câmara Lenta, de Fernando Lopes
- 2012 - Cosmopolis, de David Cronenberg
- 2012 - Linhas de Wellington, de Valeria Sarmiento
- 2012 - Photo, de Carlos Saboga
- 2012 - Operação Outono, de Bruno de Almeida
- 2013 - Mon Âme Par Toi Guérie, de François Dupeyron
- 2013 - Cadências Obstinadas, de Fanny Ardant
- 2014 - As Variações de Casanova, de Michael Sturminger
- 2014 - La Chambre Bleue, de Mathieu Amalric
- 2016 - The Beautiful Days of Aranjuez, de Wim Wenders
- 2017 - O turno da noite, de Hugo Pedro
- 2018 - Ruth, de António Pinhão Botelho
- 2018 - The Man That Killed Don Quixote, de Terry Gilliam
- 2020 - Ordem Moral, de Mário Barroso
- 2020 - A Herdade, de Tiago Guedes
- 2020 - O Mosquito, de João Nuno Pinto